# トモカヅキ
トモカヅキは、三重県鳥羽市や志摩市に伝わる、海の妖怪である。

## 概要
トモカヅキとは、「同一の潜水者」の意味で、「かづく」（潜く）とは「潜水すること」「潜水して、魚介類を採取すること」を意味する古語であり方言である。
トモカヅキは、海人などの海に潜る者にそっくりに化けるという。つまり、海には自分一人だけのはずなのに、自分そっくりの身なりの人がいるということになる。この妖怪に遭遇するのは曇天の日といわれる。ほかの海女と違って、鉢巻の尻尾が長く伸びているのでトモカヅキだとわかるともいう。⇒ ドッペルゲンガー
トモカヅキは、人を暗い場所へと誘ったり、アワビを差し出したりする。この誘いに乗ってしまうと、命が奪われると恐れられている。このときにもしアワビを手に入れたい場合は後ろ手にしてアワビを貰えば良いという。しかし、その言い伝えを聞いていた海女がトモカヅキに遭い、その通りにしたところ、トモカヅキに蚊帳のようなものを被せられて苦しみ出し、無我夢中で持っていた鑿でこの蚊帳状のものを破って助かったという話もある。

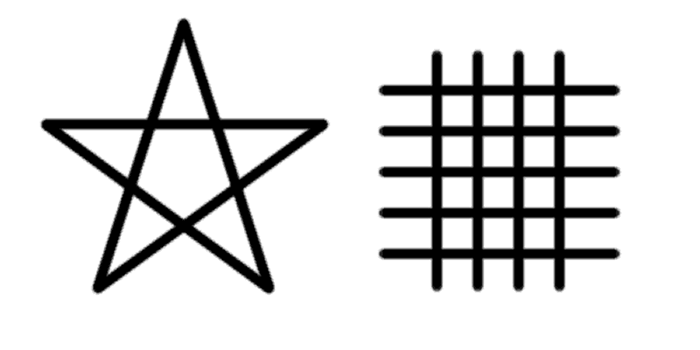
トモカヅキを避ける魔除け、セーマンドーマン

トモカヅキに遭った海女はそれ以降、恐怖のあまりほとんど海に潜る仕事ができなくなったという。それどころか、その話を聞いただけの近隣の村の海女ですら、日待ちといって2,3日は海に潜らなくなるほど、海女たちは大変恐れていたという。

### 魔除け
海女たちはこの怪異から逃れるため、五芒星と格子の模様を描いた「セーマンドーマン」または「ドーマンセーマン」と呼ばれる魔除けを描いた服、手ぬぐいを身につける。陰陽道で知られる安倍晴明や蘆屋道満に由来するともいわれるものだが、トモカヅキとの関連性はよくわかっていない。

### 海女の亡霊説
一般に、海女の亡霊とされているが、実際には過酷な長時間の海中作業を原因とする譫妄症状ではないかとも言われている。
なお、静岡県賀茂郡南崎村（現・南伊豆町）でも同様の怪異があったといい、ある海女が似たような現象に遭遇し、海面に上がって船上の夫にそのことを話すも、「バカなことを言うな」と否定された上にまた潜らされ、そのまま絶命したという話もある。

## 類話
福井県坂井郡雄島村安島（現・坂井市）の海では、このトモカヅキに似た後ろ鉢巻姿の妖怪を海海女（うみあま）と呼び、潜水業を行なう海女に目撃されている。しかしトモカヅキとは異なり、海女が海の底へ潜って行くと妖怪の方は海上へと上がって行き、逆に海女が海上へと上がって行くと今度は妖怪の方が潜って行くため、その姿をはっきりと捉えることはできない。海女が大勢で作業を行なっている際には一切出現せず、単独作業を行なっているときのみ現れるという。また、この妖怪を目にした場合は病気に見舞われてしまうともいわれている。